# Ronde van Italië 1911
| Eindklassement      |                       |              |
| Algemeen klassement | Carlo Galetti         | 50 punten    |
| (132h 24' 00")      |                       |              |
| Tweede              | Giovanni Rossignoli   | 58 punten    |
| Derde               | Giovanni Gerbi        | 84 punten    |
| Vierde              | Giuseppe Santhià      | 86 punten    |
| Vijfde              | Ezio Corlaita         | 89 punten    |
| Zesde               | Dario Beni            | 93 punten    |
| Zevende             | Alfredo Sivocci       | 95 punten    |
| Achtste             | Eberardo Pavesi       | 96 punten    |
| Negende             | Giuseppe Contesini    | 111 punten   |
| Tiende              | Gino Brizzi           | 112 punten   |
| Rode Lantaarn       | Antonio Rotondi (24e) | ... punten   |
| Ploegenklassement   | Bianchi               | ...h ..' .." |
| Tweede              | ...                   | -            |
| Derde               | ...                   | -            |

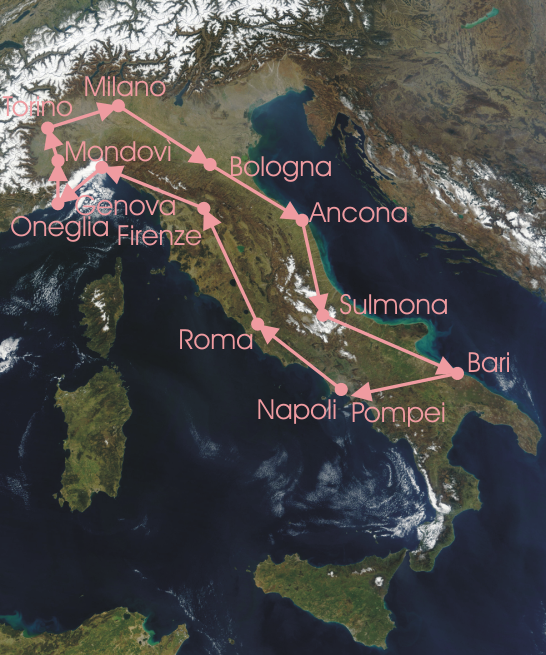
Ronde van Italië 1911

In 1911 ging de 3e Giro d'Italia op 15 mei van start in Rome. Hij eindigde op 6 juni in Rome. Er stonden 86 renners verdeeld over .. ploegen aan de start. Hij werd gewonnen door Carlo Galetti, die daarmee voor de 2e keer op rij won.
Aantal ritten: 12

Totale afstand: 3526 km

Gemiddelde snelheid: 26.631 km/h

Aantal deelnemers: 86

## Belgische en Nederlandse prestaties
In totaal namen er .. Belgen en .. Nederlanders deel aan de Giro van 1911.

### Belgische etappezeges
- In 1911 was er geen Belgische etappezege.

### Nederlandse etappezeges
- In 1911 was er geen Nederlandse etappezege.

## Etappe uitslagen
| Datum  | Etappe    | Parcours          | Afstand | Eerste                    | Tweede                    | Derde                      | Klassementsleider         |
| ------ | --------- | ----------------- | ------- | ------------------------- | ------------------------- | -------------------------- | ------------------------- |
| 15 mei | etappe 1  | Rome - Florence   | 394 km  | Carlo Galetti (Ita)       | Giovanni Rossignoli (Ita) | Dario Beni (Ita)           | Carlo Galetti (Ita)       |
| 17 mei | etappe 2  | Florence - Genua  | 261 km  | Vincenzo Borgarello (Ita) | Giuseppe Santhià (Ita)    | Giuseppe Contesini (Ita)   | Giovanni Rossignoli (Ita) |
| 19 mei | etappe 3  | Genua - Oneglia   | 274 km  | Giovanni Rossignoli (Ita) | Giovanni Gerbi (Ita)      | Carlo Durando (Ita)        | Giovanni Rossignoli (Ita) |
| 21 mei | etappe 4  | Oneglia - Mondovì | 190 km  | Carlo Galetti (Ita)       | Ezio Corlaita (Ita)       | Ernesto Azzini (Ita)       | Giovanni Rossignoli (Ita) |
| 23 mei | etappe 5  | Mondovì - Turijn  | 302 km  | Lucien Petit-Breton (Fra) | Carlo Galetti (Ita)       | Ezio Corlaita (Ita)        | Giovanni Rossignoli (Ita) |
| 25 mei | etappe 6  | Turijn - Milaan   | 236 km  | Giuseppe Santhià (Ita)    | Carlo Oriani (Ita)        | Lucien Petit-Breton (Fra)  | Carlo Galetti (Ita)       |
| 27 mei | etappe 7  | Milaan - Bologna  | 394 km  | Dario Beni (Ita)          | Giuseppe Santhià (Ita)    | Carlo Galetti (Ita)        | Carlo Galetti (Ita)       |
| 29 mei | etappe 8  | Bologna - Ancona  | 283 km  | Lauro Bordin (Ita)        | Lucien Petit-Breton (Fra) | Ildebrando Gamberini (Ita) | Carlo Galetti (Ita)       |
| 31 mei | etappe 9  | Ancona - Sulmona  | 218 km  | Ezio Corlaita (Ita)       | Lucien Petit-Breton (Fra) | Giovanni Gerbi (Ita)       | Lucien Petit-Breton (Fra) |
| 2 juni | etappe 10 | Sulmona - Bari    | 363 km  | Carlo Galetti (Ita)       | Dario Beni (Ita)          | Eberardo Pavesi (Ita)      | Carlo Galetti (Ita)       |
| 4 juni | etappe 11 | Bari - Pompeï     | 345 km  | Alfredo Sivocci (Ita)     | Enrico Scala (Ita)        | Carlo Galetti (Ita)        | Carlo Galetti (Ita)       |
| 6 juni | etappe 12 | Napels - Rome     | 266 km  | Ezio Corlaita (Ita)       | Alfredo Sivocci (Ita)     | Dario Beni (Ita)           | Carlo Galetti (Ita)       |

 winnaars · 
roze trui · 
  puntenklassement · 
  bergklassement · 
 jongerenklassement · 
 intergiro · 
 ploegenklassement · 
 strijdlust · 
 zwarte trui
Giro d'Italia Next Gen · Giro Donne · Cima Coppi
 Belgische rozetruidragers · etappewinnaars
 Nederlandse rozetruidragers · etappewinnaars
Mannen:
1909 · 
1910 · 
1911 · 
1912 · 
1913 · 
1914 · 
1919 · 
1920 · 
1921 · 
1922 · 
1923 · 
1924 · 
1925 · 
1926 · 
1927 · 
1928 · 
1929 · 
1930 · 
1931 · 
1932 · 
1933 · 
1934 · 
1935 · 
1936 · 
1937 · 
1938 · 
1939 · 
1940 · 
1946 · 
1947 · 
1948 · 
1949 · 
1950 · 
1951 · 
1952 · 
1953 · 
1954 · 
1955 · 
1956 · 
1957 · 
1958 · 
1959 · 
1960 · 
1961 · 
1962 · 
1963 · 
1964 · 
1965 · 
1966 · 
1967 · 
1968 · 
1969 · 
1970 · 
1971 · 
1972 · 
1973 · 
1974 · 
1975 · 
1976 · 
1977 · 
1978 · 
1979 · 
1980 · 
1981 · 
1982 · 
1983 · 
1984 · 
1985 · 
1986 · 
1987 · 
1988 · 
1989 · 
1990 · 
1991 · 
1992 · 
1993 · 
1994 · 
1995 · 
1996 · 
1997 · 
1998 · 
1999 · 
2000 · 
2001 · 
2002 · 
2003 · 
2004 · 
2005 · 
2006 · 
2007 · 
2008 · 
2009 · 
2010 · 
2011 · 
2012 · 
2013 · 
2014 · 
2015 · 
2016 · 
2017 · 
2018 · 
2019 · 
2020 · 
2021 · 
2022 · 
2023 · 
2024 · 
2025
Vrouwen:
1988 · 
1989 · 
1990 · 
1991 ·
1992 ·
1993 · 
1994 · 
1995 · 
1996 · 
1997 · 
1998 · 
1999 · 
2000 · 
2001 · 
2002 · 
2003 · 
2004 · 
2005 · 
2006 · 
2007 · 
2008 · 
2009 · 
2010 · 
2011 · 
2012 ·
2013 · 
2014 ·
2015 ·
2016 ·
2017 ·
2018 ·
2019 ·
2020 ·
2021 ·
2022 ·
2023 ·
2024 ·
2025